# IC 5292
IC 5292 ist eine Spiralgalaxie vom Hubble-Typ S im Sternbild Pegasus am Nordsternhimmel. Sie ist schätzungsweise 213 Mio. Lichtjahre von der Milchstraße entfernt und hat einen Durchmesser von etwa 35.000 Lj. 

Im selben Himmelsareal befinden sich u. a. die Galaxien NGC 7511, NGC 7523, NGC 7535, NGC 7536.
Das Objekt wurde am 14. August 1891 von Guillaume Bigourdan entdeckt.